# اس.اف.دبلیو
اس. اف. دبلیو (به انگلیسی: S.F.W.) فیلمی محصول سال ۱۹۹۴ و به کارگردانی جفری لوی است. در این فیلم بازیگرانی همچون استیون درف، ریس ویترسپون، جیک بیوزی، جوی لورن آدامز، پاملا گیدلی، جک نوثورتی، ریچارد پورتنو و آمبر بنسون ایفای نقش کرده‌اند.